# Communauté de communes de Commentry - Néris-les-Bains
La communauté de communes de Commentry - Néris-les-Bains est une ancienne communauté de communes française, située dans le département de l'Allier en région Auvergne-Rhône-Alpes. Elle a fusionné avec sa voisine, la communauté de communes de la Région de Montmarault, pour devenir Commentry Montmarault Néris Communauté le 1er janvier 2017.

## Historique
L'histoire du territoire est marquée par le passé industriel de Commentry, thermal de Néris-les-Bains, et le « berceau de la famille Delbard » à Malicorne.
Le projet de schéma départemental de coopération intercommunale (SDCI) de l'Allier, dévoilé en octobre 2015, imposait le remaniement de toutes les structures intercommunales à fiscalité propre du département, en n'en maintenant aucune sous sa forme actuelle en 2015. L'EPCI de Commentry atteignant pourtant le seuil de 15 000 habitants préconisé par la loi no 2015-991 du 7 août 2015 portant nouvelle organisation territoriale de la République (15 466 habitants en 2012), il est toutefois proposé sa fusion avec la communauté de communes de la Région de Montmarault. Cette nouvelle intercommunalité compterait 33 communes pour une population d'environ 26 500 habitants.
Adopté en mars 2016, le SDCI ne modifie pas ce périmètre. Cette fusion est approuvée par un arrêté préfectoral du 8 décembre 2016 ; la nouvelle structure intercommunale prend le nom de « Commentry Montmarault Néris Communauté ».

## Territoire communautaire

### Géographie

#### Localisation
La communauté de communes de Commentry - Néris-les-Bains est située à l'ouest du département de l'Allier, à l'est de l'agglomération montluçonnaise, sur un territoire s'étendant du nord vers le sud de Bizeneuille aux portes des Combrailles.
Elle jouxte les communautés de communes du Val de Cher au nord, de la Région de Montmarault à l'est, du Pays de Marcillat-en-Combraille au sud-ouest, et avec le département limitrophe du Puy-de-Dôme, la communauté de communes du Pays de Saint-Éloy-les-Mines au sud-est.

#### Transports
Le territoire communautaire est desservi par des axes routiers d'importance nationale. L'autoroute A71 (liaison de Paris à Clermont-Ferrand), au moyen de l'échangeur autoroutier de l'A714, puis de sa sortie 35 et des routes départementales 39 (et 37 à partir de Chamblet), ou encore depuis la sortie 11, relie la commune siège à cet axe. Par ailleurs, le réseau routier principal est constitué des routes départementales 2371 (axe de Montluçon à Montmarault), 2144 (axe de Montluçon à Clermont-Ferrand par Néris-les-Bains) et 94 (de Bizeneuille à Cosne-d'Allier).

### Composition
La communauté de communes est composée des douze communes suivantes :
| Nom                 | Code Insee | Gentilé       | Superficie (km2) | Population (dernière pop. légale) | Densité (hab./km2) |
| ------------------- | ---------- | ------------- | ---------------- | --------------------------------- | ------------------ |
| Commentry (siège)   | 03082      | Commentryens  | 20,96            | 6 395 (2014)                      | 305                |
| Bizeneuille         | 03031      | Bizeneuillois | 29,75            | 294 (2014)                        | 9,9                |
| Chamblet            | 03052      | Chambletois   | 20,50            | 1 097 (2014)                      | 54                 |
| Colombier           | 03081      | Colombiers    | 12,92            | 330 (2014)                        | 26                 |
| Deneuille-les-Mines | 03097      | Deneuillois   | 24,88            | 362 (2014)                        | 15                 |
| Durdat-Larequille   | 03106      |               | 24,45            | 1 327 (2014)                      | 54                 |
| Hyds                | 03129      | Hydois        | 18,71            | 320 (2014)                        | 17                 |
| La Celle            | 03047      | Cellois       | 31,20            | 416 (2014)                        | 13                 |
| Malicorne           | 03159      | Malicornais   | 11,84            | 818 (2014)                        | 69                 |
| Néris-les-Bains     | 03195      | Nérisiens     | 33,13            | 2 701 (2014)                      | 82                 |
| Saint-Angel         | 03217      | Birands       | 25,27            | 755 (2014)                        | 30                 |
| Verneix             | 03305      | Verneixois    | 30,87            | 603 (2014)                        | 20                 |

Ces douze communes appartiennent à deux régions naturelles, le Bocage bourbonnais pour trois communes et la Combraille bourbonnaise pour les neuf autres, ainsi qu'à la région forestière de la Basse-Combraille.

### Démographie
| 1968   | 1975   | 1982   | 1990   | 1999   | 2008   | 2013   |
| ------ | ------ | ------ | ------ | ------ | ------ | ------ |
| 18 658 | 18 035 | 17 612 | 16 821 | 15 761 | 15 634 | 15 417 |

La population de l'intercommunalité est relativement âgée. Le taux de personnes d'un âge supérieur à soixante ans (31,5 %) est supérieur au taux national (23,6 %) mais légèrement inférieur au taux départemental (31,6 %).
| Hommes | Classe d’âge | Femmes |
| ------ | ------------ | ------ |
| 0,6    | 90 ans ou +  | 1,7    |
| 8,9    | 75 à 89 ans  | 13,8   |
| 19,3   | 60 à 74 ans  | 19,8   |
| 23,2   | 45 à 59 ans  | 21,9   |
| 17,9   | 30 à 44 ans  | 16,5   |
| 13,3   | 15 à 29 ans  | 11,4   |
| 16,7   | 0 à 14 ans   | 15     |

| Hommes | Classe d’âge | Femmes |
| ------ | ------------ | ------ |
| 0,8    | 90 ans ou +  | 2,1    |
| 9,5    | 75 à 89 ans  | 13,9   |
| 18,6   | 60 à 74 ans  | 18,9   |
| 21,5   | 45 à 59 ans  | 20,4   |
| 17,6   | 30 à 44 ans  | 16,5   |
| 15,2   | 15 à 29 ans  | 13,3   |
| 16,8   | 0 à 14 ans   | 14,9   |

### Économie
La superficie de la communauté de communes est de 28 448 hectares ou 284,48 km2. Le territoire vit aussi de l'agriculture, avec une surface agricole utile de 20 606 hectares, soit 72 %.

## Administration

### Siège
Le siège de la communauté de communes est situé à Commentry.

### Les élus
La communauté de communes est gérée par un conseil communautaire composé de 31 membres représentant chacune des communes membres et élus habituellement pour une durée de six ans.
Ils sont répartis comme suit :
| Nombre de délégués | Seuils de population      | Communes                    |
| ------------------ | ------------------------- | --------------------------- |
| 5                  | plus de 5 000 hab.        | Commentry                   |
| 4                  | entre 2 000 et 4 999 hab. | Néris-les-Bains             |
| 3                  | entre 1 000 et 1 999 hab. | Chamblet, Durdat-Larequille |
| 2                  | moins de 1 000 hab.       | Les huit autres communes    |

### Présidence
Le conseil communautaire du 28 avril 2014 a élu son président, Claude Riboulet (maire de Commentry et conseiller départemental du canton de Commentry depuis 2015), et désigné six vice-présidents :
- Jean-Pierre Bougerolle (économie et finances) ;
- Alain Chanier (infrastructures et travaux) ;
- Olivier Labouesse (urbanisme, logement et environnement) ;
- Alain Chapy (culture, communication et tourisme) ;
- Jocelyne Bizebarre (action sociale) ;
- Lionel Brocard (famille).

### Compétences
L'intercommunalité exerce des compétences qui lui sont déléguées par les communes membres.
Les deux compétences obligatoires sont les suivantes :
- aménagement de l'espace : schéma de cohérence territoriale, prise en charge des études d'aménagement de bourg, réalisation d'une charte paysagère et architecturale, maitrise d'œuvre, gestion de l'éclairage public sur les lieux d'intérêt communautaire ;
- développement économique : aménagement, extension, gestion et promotion des zones d'activités (Croix-de-Fragne, à l'origine créée par le SIVOM Verneix – Saint-Angel – Chamblet, et « Campus de la Brande », à l'origine créée par le SIVOM Commentry – Malicorne – Néris-les-Bains), aide au commerce et à l'artisanat, etc.

Les trois compétences optionnelles :
- protection et mise en valeur de l'environnement : définition, création, mise en réseau et gestion de chemins de randonnée, études pour la création d'une zone de développement éolien ;
- politique du logement et du cadre de vie : maintien de l'équilibre social de l'habitat, réalisation de logements sociaux ;
- construction, entretien et fonctionnement d'équipements culturels et sportifs, et d'équipement de l'enseignement pré-élémentaire et élémentaire : étude, construction, aménagement, entretien, fonctionnement et gestion d'équipements nouveaux d'intérêt communautaire, fonds de concours.

Les compétences facultatives :
- action sociale : définition d'un schéma communautaire des actions sociales à entreprendre sur le territoire communautaire, gestion d'un service de portage de repas à domicile, petite enfance, création de centres de loisirs intercommunaux, etc. ;
- élaboration d'un schéma de développement touristique ;
- collecte et traitement des ordures ménagères ;
- création, aménagement et entretien de la voirie d'intérêt communautaire ;
- conduite d'études, animation, réalisation d'opérations dans les domaines de l'environnement et la gestion de l'espace.

### Régime fiscal et budget
La communauté de communes applique la fiscalité additionnelle.
Le budget 2014 s'élevait à 8 220 469 €.

### Sources
- SPLAF (Site sur la Population et les Limites Administratives de la France)
- « CC Commentry-Néris les Bains » dans la base nationale sur l'intercommunalité
- Dossier statistique sur le site de l'Insee